# Temporada da NHL de 2006–07
A temporada da NHL de 2006–07, a 90.ª da história da liga, realizou-se entre 4 de outubro de 2006 e 8 de abril de 2007, com os playoffs entre 11 de abril e 6 de junho. O Anaheim Ducks sagrou-se campeão, depois de vencer o Ottawa Senators por quatro jogos a um nas finais da Copa Stanley.

## Temporada regular

### Classificação final
Times em verde classificaram-se aos playoffs.
Times em amarelo conquistaram suas respectivas divisões.
Time em laranja conquistou sua conferência.
Time em vermelho conquistou o Troféu dos Presidentes, com a melhor campanha da liga.
Números em parênteses indicam a classificação na conferência. Líderes de divisão são automaticamente classificados como os três primeiros da conferência. Os oito primeiros em cada conferência classificam-se aos playoffs.

#### Conferência Leste
| Divisão do Atlântico     | J  | V  | D  | DP | GP  | GC  | PG  |
| ------------------------ | -- | -- | -- | -- | --- | --- | --- |
| New Jersey Devils (2)    | 82 | 49 | 24 | 9  | 216 | 201 | 107 |
| Pittsburgh Penguins (5)  | 82 | 47 | 24 | 11 | 277 | 246 | 105 |
| New York Rangers (6)     | 82 | 42 | 30 | 10 | 242 | 216 | 94  |
| New York Islanders (8)   | 82 | 40 | 30 | 12 | 248 | 240 | 92  |
| Philadelphia Flyers (15) | 82 | 22 | 48 | 12 | 214 | 303 | 56  |

| Divisão Nordeste        | J  | V  | D  | DP | GP  | GC  | PG  |
| ----------------------- | -- | -- | -- | -- | --- | --- | --- |
| Buffalo Sabres (1)      | 82 | 53 | 22 | 7  | 308 | 242 | 113 |
| Ottawa Senators (4)     | 82 | 48 | 25 | 9  | 288 | 222 | 105 |
| Toronto Maple Leafs (9) | 82 | 40 | 31 | 11 | 258 | 269 | 91  |
| Montreal Canadiens (10) | 82 | 42 | 34 | 6  | 245 | 256 | 90  |
| Boston Bruins (13)      | 82 | 35 | 41 | 6  | 219 | 289 | 76  |

| Divisão Sudeste          | J  | V  | D  | DP | GP  | GC  | PG |
| ------------------------ | -- | -- | -- | -- | --- | --- | -- |
| Atlanta Thrashers (3)    | 82 | 43 | 28 | 11 | 246 | 245 | 97 |
| Tampa Bay Lightning (7)  | 82 | 44 | 33 | 5  | 253 | 261 | 93 |
| Carolina Hurricanes (11) | 82 | 40 | 34 | 8  | 241 | 253 | 88 |
| Florida Panthers (12)    | 82 | 35 | 31 | 16 | 247 | 257 | 86 |
| Washington Capitals (14) | 82 | 28 | 40 | 14 | 235 | 286 | 70 |

#### Conferência Oeste
| Divisão Central            | J  | V  | D  | DP | GP  | GC  | PG  |
| -------------------------- | -- | -- | -- | -- | --- | --- | --- |
| Detroit Red Wings (1)      | 82 | 50 | 19 | 13 | 274 | 199 | 113 |
| Nashville Predators (4)    | 82 | 51 | 23 | 8  | 272 | 212 | 110 |
| St. Louis Blues (10)       | 82 | 34 | 35 | 13 | 214 | 254 | 81  |
| Columbus Blue Jackets (11) | 82 | 33 | 42 | 7  | 201 | 249 | 73  |
| Chicago Blackhawks (13)    | 82 | 31 | 42 | 9  | 200 | 258 | 71  |

| Divisão Noroeste       | J  | V  | D  | DP | GP  | GC  | PG  |
| ---------------------- | -- | -- | -- | -- | --- | --- | --- |
| Vancouver Canucks (3)  | 82 | 49 | 26 | 7  | 221 | 201 | 105 |
| Minnesota Wild (7)     | 82 | 48 | 26 | 8  | 235 | 191 | 104 |
| Calgary Flames (8)     | 82 | 43 | 29 | 10 | 258 | 226 | 96  |
| Colorado Avalanche (9) | 82 | 44 | 31 | 7  | 272 | 251 | 95  |
| Edmonton Oilers (12)   | 82 | 32 | 43 | 7  | 195 | 248 | 71  |

| Divisão do Pacífico    | J  | V  | D  | DP | GP  | GC  | PG  |
| ---------------------- | -- | -- | -- | -- | --- | --- | --- |
| Anaheim Ducks (2)      | 82 | 48 | 20 | 14 | 258 | 208 | 110 |
| San Jose Sharks (5)    | 82 | 51 | 26 | 5  | 258 | 199 | 107 |
| Dallas Stars (6)       | 82 | 50 | 25 | 7  | 226 | 197 | 107 |
| Los Angeles Kings (14) | 82 | 27 | 41 | 14 | 227 | 283 | 68  |
| Phoenix Coyotes (15)   | 82 | 31 | 46 | 5  | 216 | 284 | 67  |

### Artilheiros
Lista completa (em inglês)
J = jogos disputados; G = gols; A = assistências; Pts = pontos; +/– = mais/menos; PIM = minutos de penalidades
| Jogador            | Time                | J  | G  | A  | Pts | +/– | PIM |
| ------------------ | ------------------- | -- | -- | -- | --- | --- | --- |
| Sidney Crosby      | Pittsburgh Penguins | 79 | 36 | 84 | 120 | +10 | 60  |
| Joe Thornton       | San Jose Sharks     | 82 | 22 | 92 | 114 | +24 | 44  |
| Vincent Lecavalier | Tampa Bay Lightning | 82 | 52 | 56 | 108 | +2  | 44  |
| Dany Heatley       | Ottawa Senators     | 82 | 50 | 55 | 105 | +31 | 74  |
| Martin St. Louis   | Tampa Bay Lightning | 82 | 43 | 59 | 102 | +7  | 28  |
| Marian Hossa       | Atlanta Thrashers   | 82 | 43 | 57 | 100 | +18 | 49  |
| Joe Sakic          | Colorado Avalanche  | 82 | 36 | 64 | 100 | +2  | 46  |
| Jaromir Jagr       | New York Rangers    | 82 | 30 | 66 | 96  | +26 | 78  |
| Marc Savard        | Boston Bruins       | 82 | 22 | 74 | 96  | -19 | 96  |
| Daniel Briere      | Buffalo Sabres      | 81 | 32 | 63 | 95  | +17 | 89  |

### Melhores goleiros
Lista completa (em inglês)
Nota: J = Jogos disputados; TNG = Tempo no gelo (em minutos); V = Vitórias; D = Derrotas; DP = Derrotas na prorrogação ou nos pênaltis; GC = Gols contra; SO = Shutouts; %DF = Porcentagem de defesas; MGC = Média de gols contra
| Jogador                | Time              | J  | TNG   | V  | D  | DP | GC  | SO | %DF   | MGC  |
| ---------------------- | ----------------- | -- | ----- | -- | -- | -- | --- | -- | ----- | ---- |
| Niklas Bäckström       | Minnesota Wild    | 41 | 2.226 | 23 | 8  | 6  | 73  | 5  | 92,9% | 1,97 |
| Dominik Hašek          | Detroit Red Wings | 56 | 3.340 | 38 | 11 | 6  | 114 | 8  | 91,3% | 2,05 |
| Martin Brodeur         | New Jersey Devils | 78 | 4.696 | 48 | 23 | 7  | 171 | 12 | 92,2% | 2,18 |
| Roberto Luongo         | Vancouver Canucks | 76 | 4.490 | 47 | 22 | 6  | 171 | 5  | 92,1% | 2,28 |
| Jean-Sébastien Giguère | Anaheim Ducks     | 56 | 3.244 | 36 | 10 | 8  | 122 | 4  | 91,8% | 2,26 |

### Marcas alcançadas
- Brendan Shanahan tornou-se o 15.º jogador a marcar 600 gols na NHL ao marcar duas vezes em sua estréia pelo New York Rangers, em 5 de outubro, contra o Washington Capitals.
- Jaromir Jagr juntou-se a Shanahan no clube dos 600 gols em 19 de novembro, ao marcar um gol em Johan Holmqvist, do Tampa Bay Lightning. Jagr e Shanahan são os primeiros colegas de time a alcançar 600 gols na mesma temporada. Jagr ainda tornou-se o 12.º jogador na história a marcar 1.500 pontos em sua carreira. Ele também bateu o recorde de Jari Kurri de pontos para um jogador nascido na Europa. Finalmente, Jagr marcou seu 30.º gol na temporada contra o Montreal Canadiens, em 5 de abril, igualando o recorde de Mike Gartner de mais temporadas consecutivas com 30 gols marcados (15 temporadas).
- Joe Sakic tornou-se o terceiro jogador a marcar seu 600.º gol na temporada, em 15 de fevereiro. Sakic também tornou-se o 11.º jogador a marcar 1.500 pontos em sua carreira.
- Teppo Numminen disputou se 1.252.º jogo na NHL, batendo o recorde de Kurri de mais jogos disputados por um jogador europeu.
- Jogadores que alcançaram a marca de 500 gols em suas carreiras em 2006-07: Mats Sundin (14 de outubro, o primeiro sueco), Teemu Selänne (23 de novembro), Peter Bondra, Mark Recchi (ambos em 26 de janeiro) e Mike Modano (13 de março). São agora 39 jogadores com 500 gols marcados em toda a história.
- Em 17 de março, Modano também ultrapassou Joe Mullen e tornou-se o maior goleador nascido nos Estados Unidos, com 503.
- Jordan Staal, que terminou em terceiro na eleição do Troféu Memorial Calder, tornou-se o segundo jogador mais jovem a marcar um gol desde a Segunda Guerra Mundial (por um dia)[1], o terceiro jogador mais jovem a alcançar a marca de vinte gols, o quinto mais jovem a marcar nos playoffs e o mais jovem a marcar dois gols em desvantagem numérica no mesmo jogo, a marcar em uma cobrança de pênalti e a marcar um hat trick, além de ter estabelecido alguns recordes para novatos, como os sete gols em desvantagem numérica que marcou e os 22,1% de aproveitamento de chutes a gol.[2]

## Playoffs da Copa Stanley

### Tabela
|  | Quartas-de-final de conferência | Quartas-de-final de conferência | Quartas-de-final de conferência |   |                     | Semifinais de conferência | Semifinais de conferência | Semifinais de conferência |  |   | Finais de Conferência | Finais de Conferência | Finais de Conferência |  |    | Finais da Copa Stanley | Finais da Copa Stanley | Finais da Copa Stanley |
|  |                                 |                                 |                                 |   |                     |                           |                           |                           |  |   |                       |                       |                       |  |    |                        |                        |                        |
|  | 1                               | Buffalo Sabres                  | 4                               |   |                     |                           |                           |                           |  |   |                       |                       |                       |  |    |                        |                        |                        |
|  | 8                               | New York Islanders              | 1                               |   |                     |                           |                           |                           |  |   |                       |                       |                       |  |    |                        |                        |                        |
|  | 8                               | New York Islanders              | 1                               |   | 1                   | Buffalo Sabres            | 4                         |                           |  |   |                       |                       |                       |  |    |                        |                        |                        |
|  |                                 |                                 |                                 |   | 1                   | Buffalo Sabres            | 4                         |                           |  |   |                       |                       |                       |  |    |                        |                        |                        |
|  |                                 | 6                               | New York Rangers                | 2 |                     |                           |                           |                           |  |   |                       |                       |                       |  |    |                        |                        |                        |
|  | 2                               | 6                               | New York Rangers                | 2 | New Jersey Devils   | 4                         |                           |                           |  |   |                       |                       |                       |  |    |                        |                        |                        |
|  | 2                               |                                 |                                 |   | New Jersey Devils   | 4                         |                           |                           |  |   |                       |                       |                       |  |    |                        |                        |                        |
|  | 7                               | Tampa Bay Lightning             | 2                               |   |                     |                           |                           |                           |  |   |                       |                       |                       |  |    |                        |                        |                        |
|  | 7                               | Tampa Bay Lightning             | 2                               |   |                     |                           |                           |                           |  | 1 | Buffalo Sabres        | 1                     |                       |  |    |                        |                        |                        |
|  | Conferência Leste               |                                 |                                 |   |                     |                           |                           |                           |  | 1 | Buffalo Sabres        | 1                     |                       |  |    |                        |                        |                        |
|  |                                 | 4                               | Ottawa Senators                 | 4 |                     |                           |                           |                           |  |   |                       |                       |                       |  |    |                        |                        |                        |
|  | 3                               | 4                               | Ottawa Senators                 | 4 | Atlanta Thrashers   | 0                         |                           |                           |  |   |                       |                       |                       |  |    |                        |                        |                        |
|  | 3                               |                                 |                                 |   | Atlanta Thrashers   | 0                         |                           |                           |  |   |                       |                       |                       |  |    |                        |                        |                        |
|  | 6                               | New York Rangers                | 4                               |   |                     |                           |                           |                           |  |   |                       |                       |                       |  |    |                        |                        |                        |
|  | 6                               | New York Rangers                | 4                               |   | 2                   | New Jersey Devils         | 1                         |                           |  |   |                       |                       |                       |  |    |                        |                        |                        |
|  |                                 |                                 |                                 |   | 2                   | New Jersey Devils         | 1                         |                           |  |   |                       |                       |                       |  |    |                        |                        |                        |
|  |                                 | 4                               | Ottawa Senators                 | 4 |                     |                           |                           |                           |  |   |                       |                       |                       |  |    |                        |                        |                        |
|  | 4                               | 4                               | Ottawa Senators                 | 4 | Ottawa Senators     | 4                         |                           |                           |  |   |                       |                       |                       |  |    |                        |                        |                        |
|  | 4                               |                                 |                                 |   | Ottawa Senators     | 4                         |                           |                           |  |   |                       |                       |                       |  |    |                        |                        |                        |
|  | 5                               | Pittsburgh Penguins             | 1                               |   |                     |                           |                           |                           |  |   |                       |                       |                       |  |    |                        |                        |                        |
|  | 5                               | Pittsburgh Penguins             | 1                               |   |                     |                           |                           |                           |  |   |                       |                       |                       |  | L4 | Ottawa Senators        | 1                      |                        |
|  |                                 |                                 |                                 |   |                     |                           |                           |                           |  |   |                       |                       |                       |  | L4 | Ottawa Senators        | 1                      |                        |
|  |                                 | O2                              | Anaheim Ducks                   | 4 |                     |                           |                           |                           |  |   |                       |                       |                       |  |    |                        |                        |                        |
|  | 1                               | O2                              | Anaheim Ducks                   | 4 | Detroit Red Wings   | 4                         |                           |                           |  |   |                       |                       |                       |  |    |                        |                        |                        |
|  | 1                               |                                 |                                 |   | Detroit Red Wings   | 4                         |                           |                           |  |   |                       |                       |                       |  |    |                        |                        |                        |
|  | 8                               | Calgary Flames                  | 2                               |   |                     |                           |                           |                           |  |   |                       |                       |                       |  |    |                        |                        |                        |
|  | 8                               | Calgary Flames                  | 2                               |   | 1                   | Detroit Red Wings         | 4                         |                           |  |   |                       |                       |                       |  |    |                        |                        |                        |
|  |                                 |                                 |                                 |   | 1                   | Detroit Red Wings         | 4                         |                           |  |   |                       |                       |                       |  |    |                        |                        |                        |
|  |                                 | 5                               | San Jose Sharks                 | 2 |                     |                           |                           |                           |  |   |                       |                       |                       |  |    |                        |                        |                        |
|  | 2                               | 5                               | San Jose Sharks                 | 2 | Anaheim Ducks       | 4                         |                           |                           |  |   |                       |                       |                       |  |    |                        |                        |                        |
|  | 2                               |                                 |                                 |   | Anaheim Ducks       | 4                         |                           |                           |  |   |                       |                       |                       |  |    |                        |                        |                        |
|  | 7                               | Minnesota Wild                  | 1                               |   |                     |                           |                           |                           |  |   |                       |                       |                       |  |    |                        |                        |                        |
|  | 7                               | Minnesota Wild                  | 1                               |   |                     |                           |                           |                           |  | 1 | Detroit Red Wings     | 2                     |                       |  |    |                        |                        |                        |
|  | Conferência Oeste               |                                 |                                 |   |                     |                           |                           |                           |  | 1 | Detroit Red Wings     | 2                     |                       |  |    |                        |                        |                        |
|  |                                 | 2                               | Anaheim Ducks                   | 4 |                     |                           |                           |                           |  |   |                       |                       |                       |  |    |                        |                        |                        |
|  | 3                               | 2                               | Anaheim Ducks                   | 4 | Vancouver Canucks   | 4                         |                           |                           |  |   |                       |                       |                       |  |    |                        |                        |                        |
|  | 3                               |                                 |                                 |   | Vancouver Canucks   | 4                         |                           |                           |  |   |                       |                       |                       |  |    |                        |                        |                        |
|  | 6                               | Dallas Stars                    | 3                               |   |                     |                           |                           |                           |  |   |                       |                       |                       |  |    |                        |                        |                        |
|  | 6                               | Dallas Stars                    | 3                               |   | 2                   | Anaheim Ducks             | 4                         |                           |  |   |                       |                       |                       |  |    |                        |                        |                        |
|  |                                 |                                 |                                 |   | 2                   | Anaheim Ducks             | 4                         |                           |  |   |                       |                       |                       |  |    |                        |                        |                        |
|  |                                 | 3                               | Vancouver Canucks               | 1 |                     |                           |                           |                           |  |   |                       |                       |                       |  |    |                        |                        |                        |
|  | 4                               | 3                               | Vancouver Canucks               | 1 | Nashville Predators | 1                         |                           |                           |  |   |                       |                       |                       |  |    |                        |                        |                        |
|  | 4                               |                                 |                                 |   | Nashville Predators | 1                         |                           |                           |  |   |                       |                       |                       |  |    |                        |                        |                        |
|  | 5                               | San Jose Sharks                 | 4                               |   |                     |                           |                           |                           |  |   |                       |                       |                       |  |    |                        |                        |                        |

Em cada fase, o time de classificação mais alta em cada conferência é pareado contra o de menor classificação remanescente e tem o mando de gelo, o que dá a ele um máximo de quatro jogos em casa, com o outro time podendo jogar em casa no máximo três vezes. Nas finais da Copa Stanley, o mando de gelo é determinado pelo número de pontos na temporada regular, o que deu ao Anaheim Ducks o mando nas finais de 2007. Cada série melhor-de-sete segue o formato 2-2-1-1-1. Isso significa que o time melhor classificado jogará em casa os jogos 1 e 2, além dos jogos 5 e 7, se necessários; o adversário jogará em casa nos jogos 3 e 4, e no jogo 6, se necessário.

### Artilheiros
Nota: J = Jogos disputados; G = Gols; A = Assistências; Pts = Pontos; +/- = Mais/Menos; PIM = Minutos de penalidades
Atualizado até 6 de junho de 2007
| Jogador           | Time              | J  | G  | A  | Pts | +/– | PIM |
| ----------------- | ----------------- | -- | -- | -- | --- | --- | --- |
| Daniel Alfredsson | Ottawa Senators   | 20 | 14 | 8  | 22  | +4  | 10  |
| Jason Spezza      | Ottawa Senators   | 20 | 7  | 15 | 22  | +5  | 8   |
| Dany Heatley      | Ottawa Senators   | 20 | 7  | 15 | 22  | +4  | 14  |
| Niklas Lidstrom   | Detroit Red Wings | 18 | 4  | 14 | 18  | 0   | 6   |
| Pavel Datsyuk     | Detroit Red Wings | 18 | 8  | 8  | 16  | +2  | 8   |
| Ryan Getzlaf      | Anaheim Ducks     | 21 | 7  | 10 | 17  | +1  | 30  |
| Daniel Briere     | Buffalo Sabres    | 16 | 3  | 12 | 15  | +5  | 16  |
| Teemu Selanne     | Anaheim Ducks     | 21 | 5  | 10 | 15  | +1  | 8   |
| Chris Pronger     | Anaheim Ducks     | 19 | 3  | 12 | 15  | +10 | 26  |
| Henrik Zetterberg | Detroit Red Wings | 18 | 6  | 8  | 14  | +1  | 12  |
| Scott Gomez       | New Jersey Devils | 11 | 4  | 10 | 14  | +6  | 14  |

### Melhores goleiros
Nota: J = Jogos disputados; TNG = Tempo no gelo (em minutos); V = Vitórias; D = Derrotas; DF = Defesas; GC = Gols contra; SO = Shutouts; %DF = Porcentagem de defesas; MGC = Média de gols contra
Atualizado até 6 de junho de 2007
| Jogador                | Time              | J  | TNG   | V  | D | DF  | GC | SO | %DF   | MGC  |
| ---------------------- | ----------------- | -- | ----- | -- | - | --- | -- | -- | ----- | ---- |
| Marty Turco            | Dallas Stars      | 7  | 509   | 3  | 4 | 229 | 11 | 3  | 95,2% | 1,30 |
| Roberto Luongo         | Vancouver Canucks | 12 | 847   | 5  | 7 | 427 | 25 | 0  | 94,1% | 1,77 |
| Dominik Hašek          | Detroit Red Wings | 18 | 1.139 | 10 | 8 | 444 | 34 | 2  | 92,3% | 1,79 |
| Jean-Sébastien Giguère | Anaheim Ducks     | 18 | 1067  | 13 | 4 | 451 | 35 | 1  | 92,2% | 1,97 |
| Ray Emery              | Ottawa Senators   | 20 | 1.248 | 13 | 7 | 505 | 47 | 3  | 90,7% | 2,26 |
| Johan Hedberg          | Atlanta Thrashers | 2  | 117   | 0  | 2 | 69  | 5  | 0  | 92,8% | 2,56 |
| Miikka Kiprusoff       | Calgary Flames    | 6  | 384   | 2  | 4 | 255 | 18 | 0  | 92,9% | 2,81 |

## Troféus da NHL
| 2006-2007 NHL awards               | 2006-2007 NHL awards                               |
| Prêmio                             | Vencedor(s)                                        |
| ---------------------------------- | -------------------------------------------------- |
| Copa Stanley:                      | Anaheim Ducks                                      |
| Troféu dos Presidentes:            | Buffalo Sabres                                     |
| Troféu Príncipe de Gales:          | Ottawa Senators                                    |
| Troféu Clarence S. Campbell:       | Anaheim Ducks                                      |
| Troféu Art Ross:                   | Sidney Crosby, Pittsburgh Penguins                 |
| Troféu Memorial Bill Masterton:    | Phil Kessel, Boston Bruins                         |
| Troféu Calder:                     | Evgeni Malkin, Pittsburgh Penguins                 |
| Troféu Conn Smythe:                | Scott Niedermayer, Anaheim Ducks                   |
| Troféu Frank J. Selke:             | Rod Brind'Amour, Carolina Hurricanes               |
| Troféu Hart:                       | Sidney Crosby, Pittsburgh Penguins                 |
| Troféu Jack Adams:                 | Alain Vigneault, Vancouver Canucks                 |
| Troféu James Norris:               | Nicklas Lidström, Detroit Red Wings                |
| Troféu King Clancy:                | Saku Koivu, Montreal Canadiens                     |
| Troféu Lady Byng:                  | Pavel Datsyuk, Detroit Red Wings                   |
| Troféu Lester B. Pearson:          | Sidney Crosby, Pittsburgh Penguins                 |
| Troféu Maurice 'Rocket' Richard:   | Vincent Lecavalier, Tampa Bay Lightning            |
| Troféu de Mais/Menos da NHL:       | Thomas Vanek, Buffalo Sabres                       |
| Troféu Roger Crozier Saving Grace: | Niklas Backstrom, Minnesota Wild                   |
| Troféu Vezina:                     | Martin Brodeur, New Jersey Devils                  |
| Troféu William M. Jennings:        | Niklas Backstrom & Manny Fernandez, Minnesota Wild |
| Troféu Lester Patrick:             |                                                    |